# CODAG

CODAG (англ. (Combined Diesel and Gasl,  Комбіновані дизель та газ) - тип комбінованої морської енергетичної установки, яка складається з одного або декількох дизельних двигунів та Газової турбіни. Коробка передач дозволяє як окрему, так і спільну роботу дизельного двигуна та газової турбіни на гребний вал.
Дизельний двигун використовується для економічного руху на крейсерській швидкості, а турбіна разом з дизелем - для прискорення та руху з максимальною швидкістю. Це пов'язане з тим, що робота газової турбіни найбільш ефективна з точки зору використання палива на максимальній потужності.
Дана схема використовується лише на військових кораблях та суднах спеціального призначення.

## Варіанти схеми

### Турбіна та газ на окремих валах
У цьому варіанті газова турбіна ти дизельний двигун працюють на окремі вали / гвинти. Такий варіант спрощує трансмісію, але має певні недоліки
- треба більше гвинтів, при цьому вони є менші та менш ефективні
- непрацюючі гвинти можуть створювати турбулентність.

### CODAG WARP
CODAG WARP - (CODAG  Water jet And Refined Propeller, CODAG з водометним рушієм та покращеним пропелером) - була запропонована фірмою Blohm + Voss для кораблів типу МЕКО.
У цій схемі дизельні двигуни (один з них або два разом), подібно до системи CODAD, працюють на гребні вали і обертають гребні гвинти, а турбіна приводить у рух водометний рушій. 
Сопло водометного рушія знаходиться далі до корми і при непрацюючій газовій турбіні не створює перешкод гвинтам.

### CODAG + електрика
У цьому варіанті дизельні двигуни та газова турбіна працюють на окремі електрогенератори, а вали обертаються за допомогою електродвигунів. 